# 白田博子
白田 博子（はくた ひろこ、1983年9月20日 - ）は、日本の元女子バレーボール選手。

## 来歴
長野県長野市出身。姉の影響を受けて、小学校2年生からバレーボールを始める。
2002年、V・チャレンジリーグのKUROBEアクアフェアリーズに加入。2006年にKUROBEを退団。
2008年10月に、2年のブランクを経て上尾メディックスに加入。2010年アジア競技大会で全日本B代表として選出された。2010-11Vチャレンジリーグでリーグ初優勝に貢献する。
2011年6月に上尾を退部、同年9月にドイツブンデスリーガ1部リーグのシュヴェリーンSCに移籍。1シーズン在籍した。

## 人物・エピソード
- 上尾中央総合病院では、臨床工学科血液浄化係に所属していた。
- KUROBE退団後は、KUROBEの試合生中継（CATV）の解説を担当した。

## 球歴
- 安茂里小（裾花クラブ）
- 裾花中学校
- 八王子実践高（1999-2002年）
- KUROBEアクアフェアリーズ（2002-2006年）
- 上尾メディックス（2008-2011年）
- シュヴェリーンSC（2011-2012年）